# 카리메라 엘라다
《카리메라 엘라다》(그리스어: Καλημέρα Ελλάδα)는 ANT1에서 방송되는 그리스의 아침 정보 프로그램이다.